# Walter Moers
Walter Moers (* 24. května 1957 Mönchengladbach) je německý komiksový kreslíř a scenárista. 
Žije v Hamburku. Je známý tím, že odmítá vystupovat na veřejnosti a s novináři komunikuje pouze elektronickou poštou, svou identitu skrývá za pseudonymem Hildegunst von Mythenmetz. Podle vlastního životopisu nedokončil školu a vystřídal řadu příležitostných zaměstnání. K tvorbě komiksů se dostal díky práci na televizním pořadu Sandmännchen. První komiks vydal v roce 1984 ve fanzinu PLOP. Od roku 2003 spolupracuje s nakladatelstvím Piper Verlag.
Je tvůrcem postavy kapitána Modrého medvěda (Käptn Blaubär), která se objevila v televizním animovaném seriálu i v celovečerním filmu Hayo Freitaga z roku 1999. Jeho komerčně nejúspěšnějším dílem je série v duchu fantasy odehrávající se ve fiktivní zemi Zamonie. Moersova tvorba se pohybuje na hranici vážné a populární literatury, snaží se oslovovat děti i dospělé. Vyznačuje se zálibou ve slovních hříčkách, čerpá z tradice gotického románu, kterou kombinuje s provokativním humorem. Charakteristická je pro ni intenzivní intertextualita, která Moersovi vynesla obvinění z plagiátorství.
V knize Wilde Reise durch die Nacht Moers doprovodil textem klasické grafiky Gustava Dorého. K sarkastickým komentářům používá postavy nazvané Das kleine Arschloch a Der alte Sack. Je také autorem politické satiry Adolf, die Nazisau, která vzbudila protesty u krajní pravice i u přeživších holocaustu. Moers spolu se zpěvákem Thomasem Pigorem vytvořili úspěšný videoklip Adolf – Ich hock’ in meinem Bonker, karikující Adolfa Hitlera. 
Moersovy knihy byly přeloženy do více než dvaceti jazyků, česky vyšel grafický román Město snících knih a ze série o Zamonii 13 a 1/2 života Kapitána Modrého Medvěda, Níček a Mřenka a Rumo & zázraky v tmách. V roce 1993 mu byla udělena Cena Maxe a Moritze a v roce 1994 Cena bratří Grimmů. 